# Кошкаратинський сільський округ (Жуалинський район)
Кошкарати́нський сільський округ (каз. Қошқарата ауылдық округі, рос. Кошкаратинский сельский округ) — адміністративна одиниця у складі Жуалинського району Жамбильської області Казахстану. Адміністративний центр — село Кошкарата.
Населення — 1542 особи (2021; 1671 у 2009, 1628 у 1999, 1799 у 1989).
Станом на 1989 рік існувала Талдибулацька сільська рада (села Бургенди, Кантеміровка, Кизтоган, Некрасовка, Тесіктас), з 1993 року - Талдибулацький сільський округ. 1997 року округ був ліквідований та приєднаний до складу Боралдайського сільського округу, однак 2001 року він був відокремлений як Кошкаратинський сільський округ.

## Склад
До складу округу входять такі населені пункти:
| Населений пункт  | Старі назви  | Населення, осіб (1989) | Населення, осіб (1999) | Населення, осіб (2009) | Населення, осіб (2021) |
| ---------------- | ------------ | ---------------------- | ---------------------- | ---------------------- | ---------------------- |
| Актасти, село    | Некрасовка   | 344                    | 293                    | 305                    | 242                    |
| Кизтоган, село   | -            | 190                    | 249                    | 275                    | 253                    |
| --Бургенди, село | -            | 85                     | -                      | -                      | -                      |
| --Тесіктас, село | -            | 61                     | -                      | -                      | -                      |
| Кошкарата, село  | Кантеміровка | 1119                   | 1086                   | 1091                   | 1047                   |